# Освещение смерти в Википедии

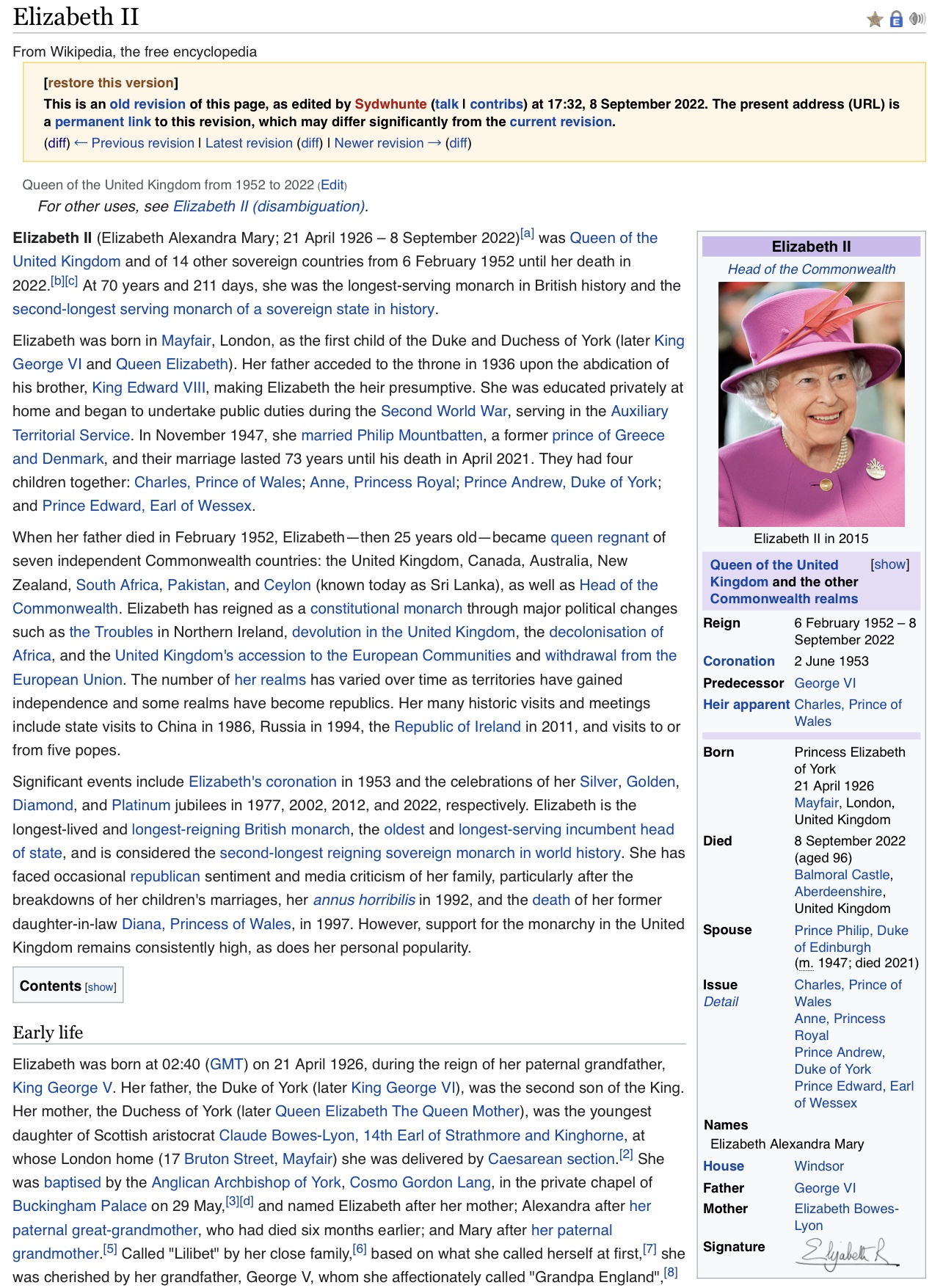
Участник с ником Sydwhunte был первым, кто обновил статью в английской Википедии о Елизавете II после смерти королевы

Редакторы онлайн-энциклопедии Википедия, как правило, быстро обновляют статьи о людях информацией об их смерти после появления такой информации в СМИ. Веб-разработчик и редактор Википедии Хэй Кранен ввёл термин «deaditor» (от англ. editor — редактор и dead — мёртвый) для обозначения таких редакторов. Статьи о людях часто набирают большое количество просмотров сразу после их смерти. Например, статья о дизайнере Кейт Спейд в англоязычном разделе Википедии набирала в среднем 2117 просмотров в течение 48 часов до её смерти. За 48 часов после её смерти число просмотров достигло 3 417 416, увеличившись на 161 427 %.
СМИ обратили внимание на быстрое обновление информации после смерти таких личностей, как Майкл Джексон, Елизавета II и Генри Киссинджер.
В январе 2009 года, в ответ на ложные сообщения о смерти в англоязычных статьях Википедии о Роберте Бёрде и Эдварде Кеннеди, соучредитель сайта Джимми Уэйлс предложил модерацию страниц с использованием плагина Flagged Revisions, что является формой защиты, при которой некоторые изменения на защищённой странице должны быть одобрены опытным редактором, прежде чем они станут видимы для читателей. Эта функция, известная в английской Википедии как «pending changes» («ожидающие изменений»), была впервые реализована в 2010 году, хотя к 2021 году она не получила широкого распространения в биографиях ныне живущих людей и перестала поддерживаться.
Когда описываемый человек умирает от болезни, о её течении также может быть рассказано в статье.